# Nannari jongbujeon
Nannari jongbujeon (날나리 종부전?), noto anche con il titolo internazionale Frivolous Wife, è un film del 2008 scritto da Park Yeon-seon e diretto da Lim Won-kook, liberamente ispirato alla commedia shakesperiana La bisbetica domata.

## Trama
Cheon Yeon-soo è una ragazza dalla grande bellezza, ricca ed estremamente da tutti, ma d'altro canto assai viziata; la giovane non crede di potersi innamorare sul serio, essendo abituata a "manipolare" tutti i propri pretendenti, finendo però per desiderare Lee Jeong-do, un ragazzo gentile ed estremamente rispettoso che è l'esatto opposto di lei.

## Distribuzione
In Corea del Sud la pellicola ha goduto di una distribuzione a livello nazionale, a partire dal 22 maggio 2008.